# San Cayetano de Vacas
San Cayetano de Vacas är en ort i Mexiko.   Den ligger i kommunen Doctor Arroyo och delstaten Nuevo León, i den centrala delen av landet, 500 km norr om huvudstaden Mexico City. San Cayetano de Vacas ligger 1 658 meter över havet och antalet invånare är 504.
Terrängen runt San Cayetano de Vacas är kuperad åt sydväst, men åt nordost är den platt. San Cayetano de Vacas ligger nere i en dal. Runt San Cayetano de Vacas är det mycket glesbefolkat, med 5 invånare per kvadratkilometer. San Cayetano de Vacas är det största samhället i trakten. Omgivningarna runt San Cayetano de Vacas är i huvudsak ett öppet busklandskap.